# Typhonium baoshanense
Typhonium baoshanense là một loài thực vật có hoa trong họ Ráy (Araceae). Loài này được Z.L.Dao & H.Li mô tả khoa học đầu tiên năm 2007.